# Brian Jackson (cestista 1980)
Brian Jackson (Knappa, 4 ottobre 1980) è un ex cestista statunitense.

## Palmarès
- Campione ABA 2000 (2005)